# Cord (Gewebe)

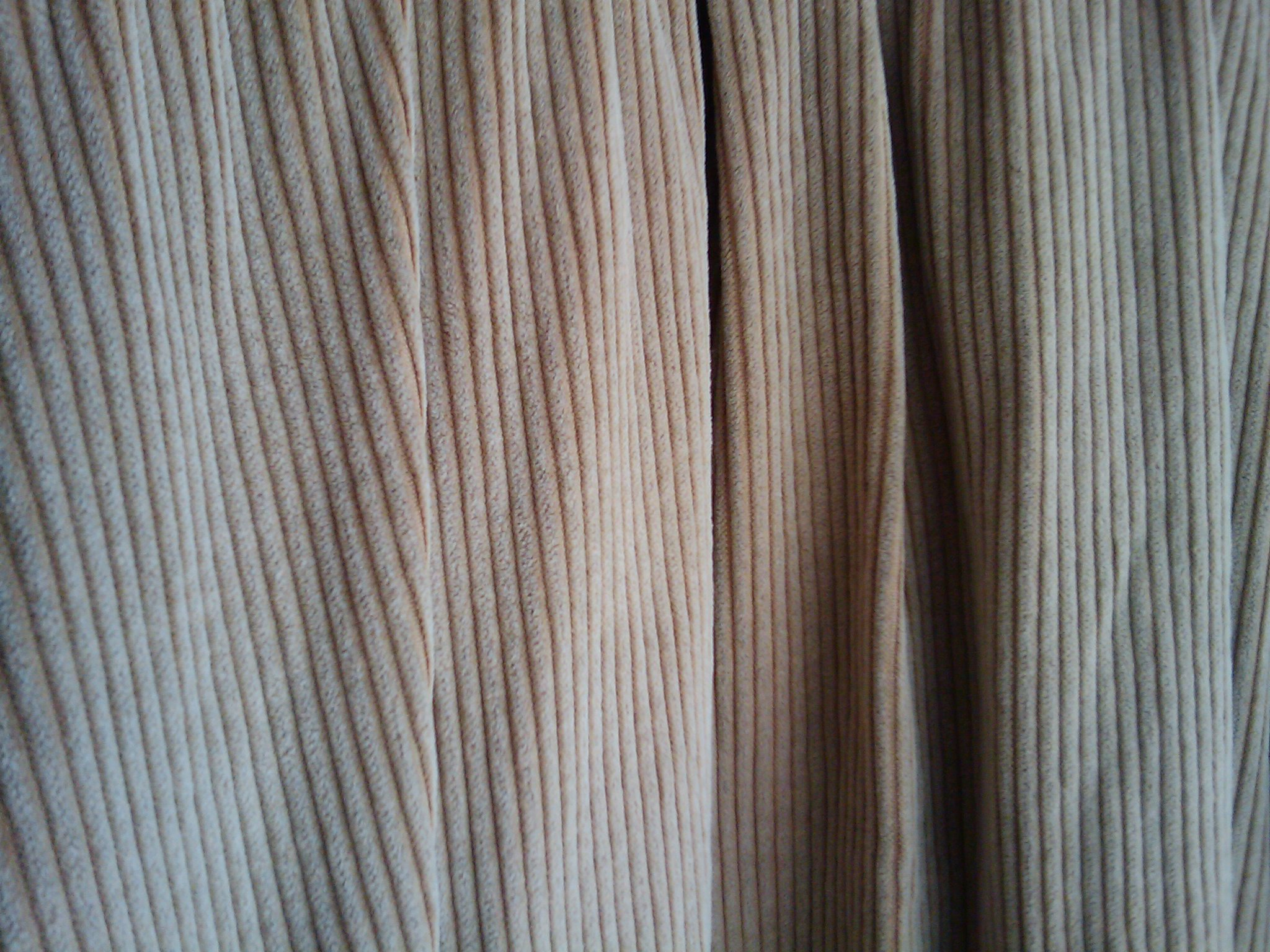
Gewebe eines Cordhemdes

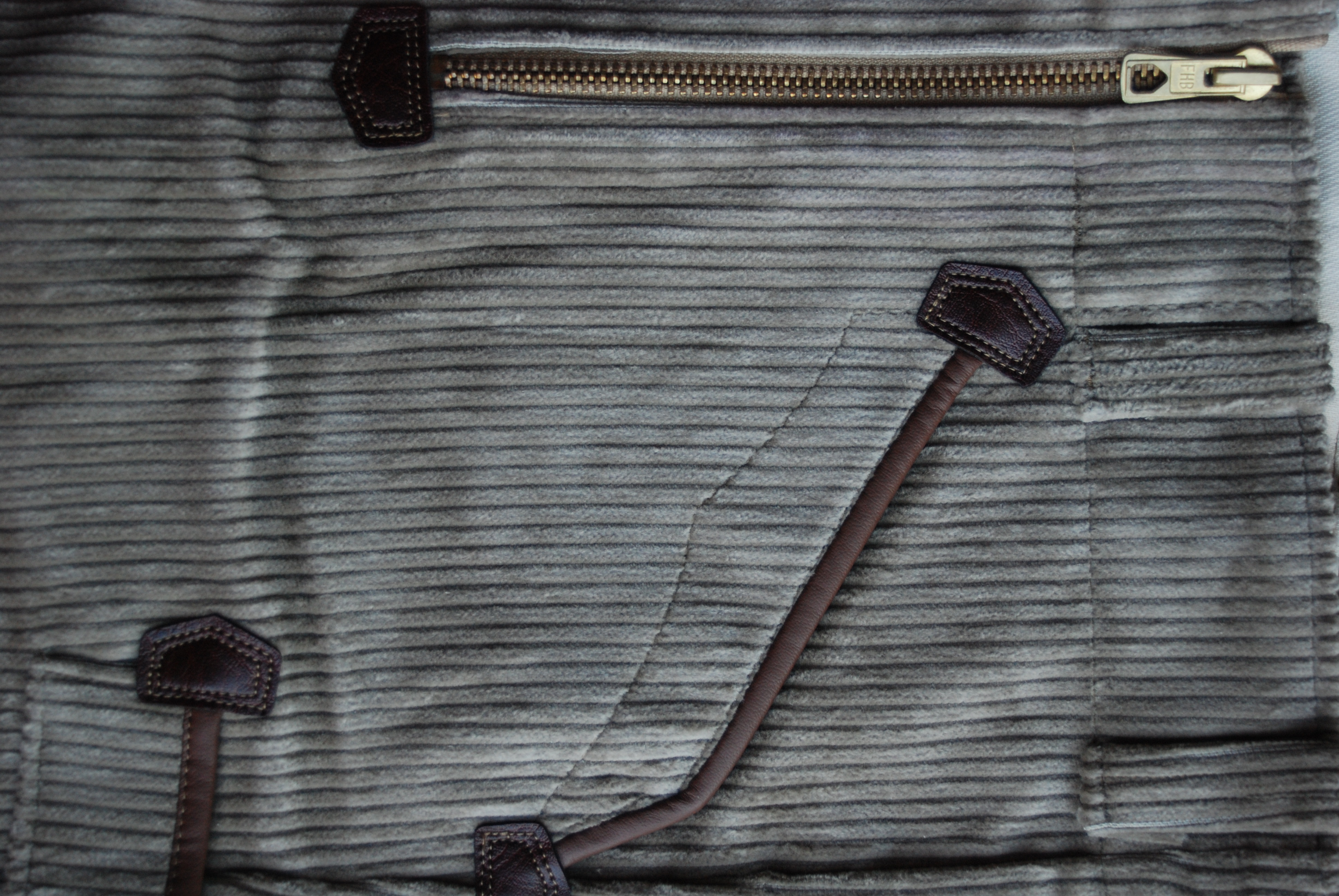
Trenkercord (Zunfthose)

Cord (auch Kord oder Manchester; in Österreich umgangssprachlich auch Schnürlsamt), englisch corduroy, ist ein Gewebe, das in der Cord- (Hohlschuss-, Struck-) Bindung hergestellt wird, mit samtartigen Längsrippen. Die Bezeichnung ist entlehnt aus dem neuenglischen Cord, eigentlich Schnur für Kordel.  Cord wurde zunächst vor allem in Manchester (England) produziert.

## Definition
Beim Cord wie auch beim Cordsamt bildet nur der Schussfaden den Flor und damit die Streifenwirkung. Diese wird dadurch erzielt, dass die Schussfäden reihenweise frei liegen und dann aufgeschnitten werden, worauf man die Enden aufbürstet und kurz abschert. Wie Samt hat Cord eine Strichrichtung, die bei der Verarbeitung beachtet werden muss, da der Stoff mit oder gegen den Strich unterschiedlich aussieht und sich unterschiedlich anfühlt.
Üblicherweise wird Cord nach der Zahl der Rippen auf zehn Zentimeter Stoff unterschieden in:
- Kabelcord: bis zehn Rippen
- Trenkercord (benannt nach Luis Trenker), Kabelcord oder Breitcord: 10 bis 25 Rippen
- Genuacord oder Manchester:[6] 25 bis 40 Rippen
- Feincord oder Babycord:[7] mehr als 40 Rippen

Erscheint das Gewebe gebraucht, spricht man von Antikcord.
Anwendung findet Cord typischerweise als Stoff für Westen, Jacketts und Hosen, besonders bei Zunftbekleidung. Die hohe Verschleißfestigkeit des Cords bei Arbeitskleidung beruht auf dem dicken Florteil, der die Verbindungsstellen zwischen Schuss- und Kettfäden schützt. Während der deutschen Kolonialzeit war die Winteruniform der Schutztruppe für Deutsch-Südwestafrika aus Cord hergestellt.
Üblicherweise besteht Cord aus 80 % bis 90 % Baumwolle und 20 % bis 10 % Polyester, bei Stretchcord aus rund 95 % Baumwolle und 5 % Elastan.

## Historisches Zitat
Heinrich Heine erwähnt in seinen Memoiren (1855–1856) das Gewerbe seines Vaters, der mit Velveteen handelte: „Da Du, theurer Leser, vielleicht nicht weißt, was ‚Velveteen‘ ist, so erlaube ich mir, Dir zu erklären, daß dieses ein englisches Wort ist, welches sammtartig bedeutet, und man benennt damit eine Art Sammt von Baumwolle, woraus sehr schöne Hosen, Westen und sogar Kamisöle verfertigt werden. Es trägt dieser Kleidungsstoff auch den Namen ‚Manchester‘, nach der gleichnamigen Fabrikstadt, wo derselbe zuerst fabriziert wurde.“